# Patrick Nielsen
 Der er flere personer med dette navn, se Patrick Nielsen (flertydig).
Patrick Reinhard Nielsen (født 23. marts 1991 i Albertslund, København) er en tidligere dansk professionel bokser og nuværende fuldgyldigt medlem af rockerklubben Comanches MC (tidligere Satudarah MC). Patrick Nielsen er fra den københavnske vestegn Albertslund.
Han boksede hos det danske Q Pro Boxing, efter tidligere at have optrådt for den tyske stald Team Sauerland.
Han blev trænet af den tidligere danske kickbokser Gutte Løiborg, og har også haft den tidligere amerikanske bokser Joey Gamache som træner.
Han har som bokser tidligere vundet IBF Youth, WBA Interkontinental, WBO Interkontinental og WBC Silver titlerne i mellemvægt, samt WBA International titlen i supermellemvægt. Han har siddet fængslet for grov vold mod moren til sine to børn, der blev udsat for livstruende skader.
Patrick Nielsens bror, Micki Nielsen, har også været professionel bokser.

## Professionelle boksekampe
| 30 Vundne (14 knockouts), 3 Tabte, 0 Uafgjorte |             |                        |      |               |                    |                                                | |
| Resultat                                       | Rekordliste | Modstander             | Type | Rd., Tid      | Dato               | Sted                                           | Noter                                                                                                |
| Vandt                                          | 30-3        | Armen Ypremyan         | UD   | 8 (8)         | 5. oktober 2019    | Gilleleje Hallen, Gilleleje, Danmark           | |
| Tabt                                           | 29-3        | Arthur Abraham         | SD   | 12 (12)       | 28. april 2018     | Baden-Arena, Offenburg, Tyskland               | Om ledig WBO International supermellemvægt titlen                                                    |
| Tabt                                           | 29-2        | John Ryder             | KO   | 5 (10)        | 14. oktober 2017   | Wembley Arena, London, Storbritannien          | |
| Vandt                                          | 29-1        | Beibi Berrocal         | UD   | 10 (10)       | 21. januar 2017    | Struer Energi Park, Struer, Danmark            | |
| Vandt                                          | 28-1        | Rudy Markussen         | TKO  | 3 (12), 1:24  | 12. december 2015  | Brøndby Hallen, Brøndby, Danmark               | |
| Vandt                                          | 27-1        | Samir Santos Barbosa   | KO   | 4 (12), 2:57  | 12. september 2015 | Arena Nord, Frederikshavn, Danmark             | |
| Vandt                                          | 26-1        | Charles Adamu          | UD   | 12 (12)       | 20. juni 2015      | Ballerup Super Arena, Ballerup, Danmark        | Forsvarede WBA International supermellemvægt titlen                                                  |
| Vandt                                          | 25-1        | Ruben Eduardo Acosta   | UD   | 10 (10)       | 2. maj 2015        | Frederiksberg Hallerne, Frederiksberg, Danmark | |
| Vandt                                          | 24-1        | George Tahdooahnippah  | TKO  | 8 (12), 3:00  | 14. marts 2015     | Ballerup Super Arena, Ballerup, Danmark        | Vandt ledig WBA International supermellemvægt titel                                                  |
| Vandt                                          | 23-1        | Lucasz Wawrzyczek      | UD   | 10 (10)       | 13. december 2014  | MusikTeatret, Albertslund, Danmark             | |
| Tabt                                           | 22-1        | Dmitry Chudinov        | UD   | 12 (12)       | 1. juni 2014       | Mytisjtji Arena, Mytisjtji, Rusland            | Om WBA Interim mellemvægt titlen                                                                     |
| Vandt                                          | 22-0        | Tony Jeter             | KO   | 2 (12), 1:06  | 15. februar 2014   | MusikTeatret, Albertslund, Danmark             | Vandt ledig WBC Silver mellemvægt titel                                                              |
| Vandt                                          | 21-0        | Jose Pinzon            | TKO  | 5 (10), 2:59  | 16. november 2013  | MusikTeatret, Albertslund, Danmark             | Forsvarede WBA og WBO Interkontinental mellemvægt titlerne                                           |
| Vandt                                          | 20-0        | Patrick Majewski       | UD   | 12 (12)       | 7. september 2013  | Arena Nord, Frederikshavn, Danmark             | Forsvarede WBA Interkontinental mellemvægt titlen. Vandt Ledig WBO Interkontinental mellemvægt titel |
| Vandt                                          | 19–0        | Crispulo Javier Andino | KO   | 4 (12), 1:34  | 15. juni 2013      | NRGi Arena, Aarhus, Danmark                    | Forsvarede WBA Interkontinental mellemvægt titlen                                                    |
| Vandt                                          | 18–0        | Patrick Mendy          | UD   | 12 (12)       | 9. februar 2013    | Blue Water Dokken, Esbjerg, Danmark            | Forsvarede WBA Interkontinental mellemvægt titlen                                                    |
| Vandt                                          | 17–0        | Jamel Bakhi            | UD   | 10 (10)       | 10. november 2012  | Hartwall Areena, Helsinki, Finland             | Forsvarede WBA Interkontinental mellemvægt titlen                                                    |
| Vandt                                          | 16–0        | Jose Yebes             | UD   | 12 (12)       | 22. september 2012 | Arena Nord, Frederikshavn, Danmark             | Forsvarede WBA Interkontinental mellemvægt titlen                                                    |
| Vandt                                          | 15–0        | Gaetano Nespro         | UD   | 6 (6)         | 20. maj 2012       | Parken, København, Danmark                     | |
| Vandt                                          | 14–0        | Gaston Alejandro Vega  | KO   | 10 (12), 1:05 | 21. april 2012     | Arena Nord, Frederikshavn, Danmark             | Vandt ledig WBA Interkontinental mellemvægt titel                                                    |
| Vandt                                          | 13–0        | Jozsef Matolcsi        | KO   | 1 (8), 0:11   | 18. februar 2012   | Brøndby Hallen, Brøndby, Danmark               | |
| Vandt                                          | 12–0        | Michael Schubov        | UD   | 10 (10)       | 17. december 2011  | Herning Kongrescenter, Herning, Danmark        | Vandt ledig IBF Youth mellemvægt titel                                                               |
| Vandt                                          | 11–0        | Farouk Daku            | UD   | 8 (8)         | 3. september 2011  | Herning Kongresscenter, Herning, Danmark       | |
| Vandt                                          | 10–0        | Joe Rea                | TKO  | 3 (8), 2:30   | 4. juni 2011       | Parken, København, Danmark                     | |
| Vandt                                          | 9–0         | Gary Boulden           | UD   | 8 (8)         | 2. april 2011      | Herning Kongresscenter, Herning, Danmark       | |
| Vandt                                          | 8–0         | Erik Avlastimov        | UD   | 6×2 (6)       | 12. februar 2011   | Herning Kongresscenter, Herning, Danmark       | |
| Vandt                                          | 7–0         | Adnan Salihu           | UD   | 6×2 (6)       | 20. november 2010  | Herning Kongresscenter, Herning, Danmark       | |
| Vandt                                          | 6–0         | Laszlo Haaz            | TKO  | 1 (6), 0:59   | 21. august 2010    | Messehalle, Erfurt, Thüringen, Tyskland        | |
| Vandt                                          | 5–0         | Janos Varga            | TKO  | 4 (6×2), 1:11 | 15. maj 2010       | Herning Kongresscenter, Herning, Danmark       | |
| Vandt                                          | 4–0         | Norbert Szekeres       | KO   | 4 (4), 0:54   | 24. april 2010     | MCH Messecenter Herning, Herning, Danmark      | |
| Vandt                                          | 3–0         | Alessandro Segurini    | UD   | 4 (4)         | 13. marts 2010     | Max-Schmeling-Halle, Berlin, Tyskland          | |
| Vandt                                          | 2–0         | Gabor Balogh           | TKO  | 1 (4), 2:20   | 13. november 2009  | EKZ "Helle Mitte", Berlin, Tyskland            | |
| Vandt                                          | 1–0         | Zoltan Borovics        | TKO  | 1 (4), 1:18   | 12. september 2009 | MCH Messecenter Herning, Herning, Danmark      | Professional debut.                                                                                  |

## Professionelle MMA kampe
| 0 Vundne (0 point, o knockouts, 0 submission), 1 Tabt(0 point, o knockouts, 1 submission), 0 Uafgjorte |             |                |                               |          |                                     |                                 |                         |
| Resultat                                                                                               | Rekordliste | Modstander     | Type                          | Rd., Tid | Event, Dato                         | Sted                            | Noter                   |
| Tabt                                                                                                   | 0-1         | Mark O. Madsen | Submission (rear naked choke) | 1, 2:47  | Olympian Fight Night 1 8. juni 2019 | K.B. Hallen, København, Danmark | Professional MMA debut. |

## Andet
Patrick Nielsen har optrådt adskillige gange på tv:
I 2010 deltog han i TV2s Stjernetræf, hvor han blev nummer 1 og vandt programmet.
I 2011 deltog han i TV 2 programmet Vild med dans, hvor han, sammen med sin partner Claudia Rex, tabte finalen og blev nummer 2.
I 2013 havde han en gæsteoptræden i TV3s program Paradise Hotel.
Senere i 2013 deltog han i TV3-programmet Stjerner på vippen, hvor han, sammen med sin partner Casper Elgaard, nåede til semifinalen.
I 2017 var Patrick Nielsen, sammen med sin familie, medvirkende i TV3 programmet Familien Nielsen.